# 于黛琴
于黛琴（1931年—），女，祖籍山东栖霞，生于辽宁大连，中国电影、话剧演员。

## 家庭
丈夫管宗祥，儿子管虎，儿媳梁静。